# Parque nacional Laguna Lachuá
El Parque Nacional Laguna Lachuá es un parque nacional de Guatemala. En 1976 una superficie de 145 km² alrededor del lago (15°55′09″N 90°40′23″O / 15.919074, -90.673084) fue designada un parque nacional. La Laguna Lachuá y su zona de separación también fueron declaradas un sitio Ramsar en 2006.
El parque y la zona de separación adyacente (conocida como «Eco-región Lachuá») es importante por su alta biodiversidad. Con 120 especies de mamíferos (el 50% de las especies de mamíferos que se encuentran en Guatemala), 30-40 especies de reptiles, 177 especies de aves (el 40% de las especies de aves de Guatemala), y 36 especies de peces es un refugio para una variada población de fauna. Estos incluyen peces como el diádromo tarpón (Megalops atlanticus), una abundante variedad de especies de cíclidos biogeográficamente endémicas, reptiles como el cocodrilo de Morelet (Crocodylus moreletii), la culebra buceadora de vientre naranja (Tretanorhinus nigroluteus); y mamíferos, como el jaguar (Panthera onca), el puma (Puma concolor), el tapir de Baird (Tapirus bairdii), el pecarí de labios blancos (Tayassu pecari), la paca manchada (Agouti paca), la corzuela colorada (Mazama americana), y el murciélago de ventosas buchiblanco (Thyroptera tricolor), y varias especies de monos que incluyen el amenazado mono aullador negro guatemalteco (Alouatta pigra).
Aves acuáticas encontradas en el parque incluyen 
el tántalo americano (Mycteria americana),
el barraquete aliazul (Anas discors), 
el sirirí vientre negro (Dendrocygna autumnalis), 
el pato real (Cairina moschata), 
el zampullín de pico grueso (Podilymbus podiceps), 
el pelícano pardo (Pelecanus occidentalis), 
la garza tigre (Tigrisoma mexicanum), 
la garceta nívea (Egretta thula), 
la garceta azul (Egretta caerulea), 
la garceta tricolor (Egretta tricolor), 
la garcita verdosa (Butorides virescens), 
el pájaro cantil (Heliornis fulica), 
el carreo (Aramus guarauna), 
y la cigüeñuela de cuello negro (Himantopus mexicanus),